# Segelfluggelände Reinheim
Flygplats Reinheim (tyska: Segelfluggelände Reinheim) är en segelflygplats utanför staden Reinheim. Flygplatsen ligger 0,5 kilometer nordost om Reinheims stadscentrum. Flygplatsen invigdes 1967. Idag har flygplatsen två startbanor. Flygplatsen ägs och sköts av Flugsportvereinigung Offenbach Reinheim e.V.

## Galleri

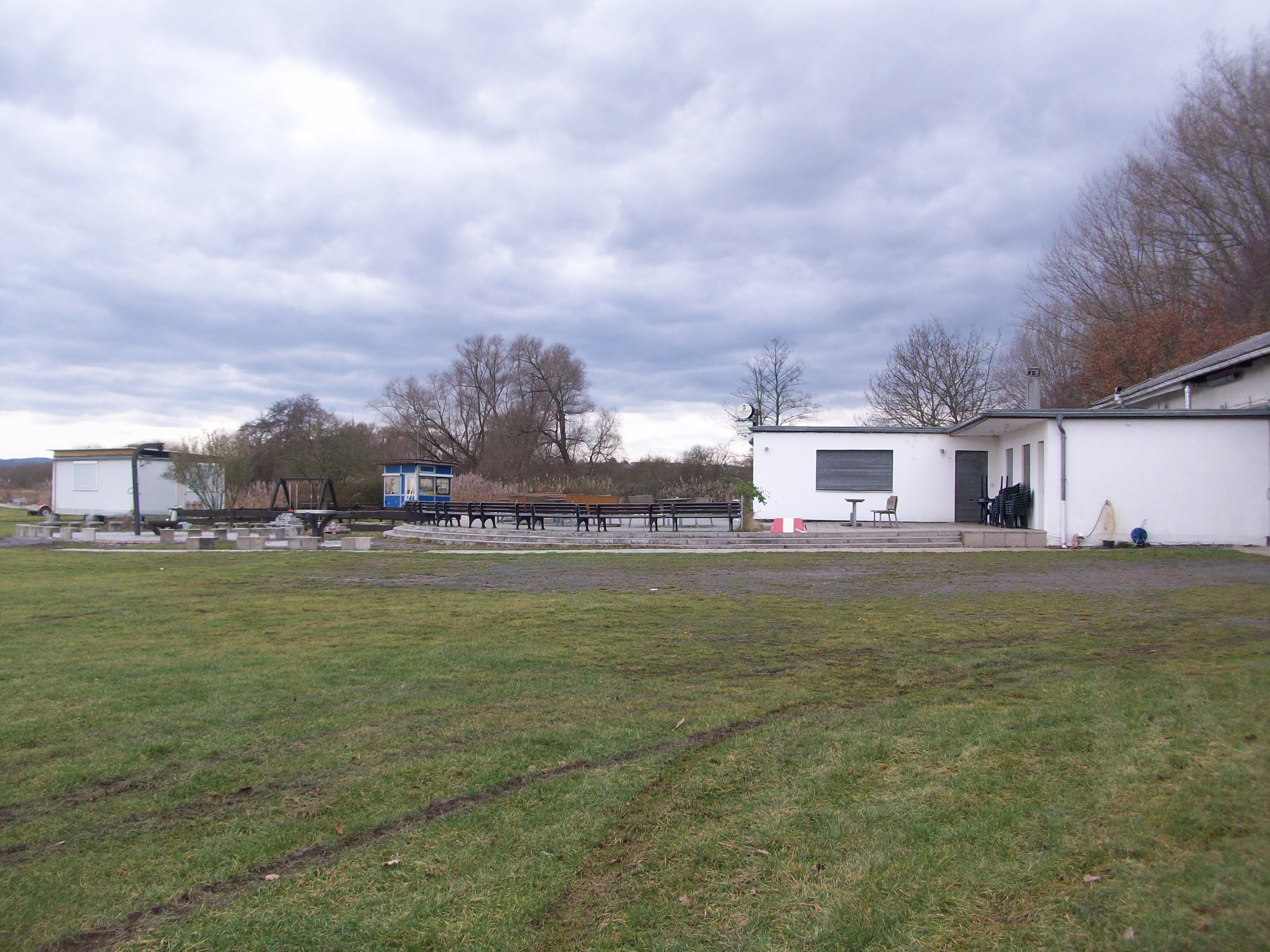
Terminal och restaurang
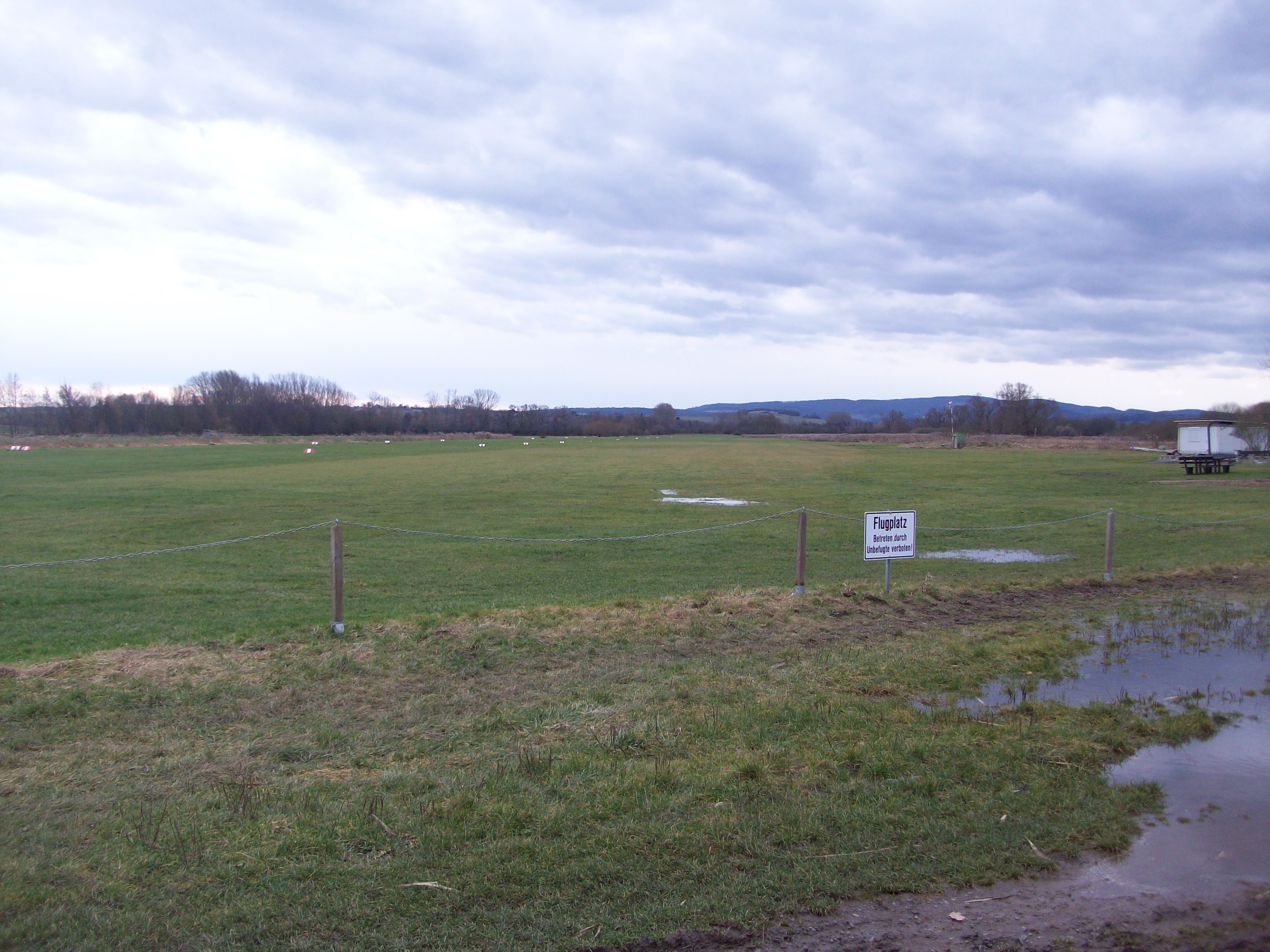
Startbana